# Tanacetum balsamitoides
Tanacetum balsamitoides — вид рослин з роду пижмо (Tanacetum) й родини айстрових (Asteraceae).

## Середовище проживання
Поширення включає Іран, Ірак, Туреччину, Грузію, Азербайджан, Вірменію; вид інтродуковано до Англії та Франції.